# أحمد الواصل
أحمد الواصل أديب وناقد سعودي ولد في الرياض في 23 مارس 1976م. يكتب زاوية (صبا) عن الغناء العربي في جريدة (الرياض)، وصدرت له العديد الروايات والمجموعات الشعرية والدراسات النقدية التي تُعنى بالأغنية والموسيقى في السعودية وفي الوطن العربي، من أبرزها كتاب «سحَّارة الخليج: مقدمة ودراسات في شؤون غنائية»، وكتاب «تغني الأرض: أرشيف النهضة وذاكرة الحداثة» الذي حصل على جائزة وزارة الثقافة والإعلام للكتاب عام 2012م.

## التعليم
درس التعليم العام بمعهد العاصمة النموذجي بالرياض، وحاصل على درجة البكالوريوس لغة عربية وآدابها في كلية الآداب بجامعة الملك سعود، وحاصل على درجة الماجستير من قسم اللغة العربية وآدابها في كلية الآداب من جامعة الإسكندرية عن رسالة موضوعها (الخطاب الثقافي في الشعر المغنّى: تجربة خالد الشيخ نموذجاً) عام 2015م. وعلى درجة الدكتوراه من قسم اللغة العربية وآدابها في كلية الآداب من جامعة الإسكندرية عن رسالة موضوعها (الخطاب القومي النسوي في الشعر المُغنَّى: وردة الجزائرية) عام 2022.

## العمل
كاتب ومحرر ثقافي في جريدة (الرياض) منذ عام 1997م.

## إصدارات
- (جموع أقنعة لبوابة منفى العاشق) شعر. صدرت عن دار الكنور الأدبية عام 2002م.[10]
- (الصوت والمعنى: مطالعات في شؤون غنائية) صدر عن دار الفارابي عام 2003م.[11]
- (هشيم: جنازة لخطبة المارد التائه) شعر. صدر عن دار النهار عام 2003م.
- (مهلة الفزع: سلوى لغير هذا الليل النجدي) شعر. صدر عن مؤسسة الانتشار العربي عام 2005م.[12]
- (سحَّارة الخليج: مقدمة ودراسات في شؤون غنائية) صدر عام 2006م.[13]
- (سورة الرياض) رواية. صدرت عن دار الفارابي عام 2007م.[14]
- (تمائم: فصول النبع أو صريخ الفاكهة) صدر عام 2007م.[15]
- (أهوال الصحو) شعر. صدر عن دار الغاوون عام 2009م.[16]
- (الرماد والموسيقى: حفريات في ذاكرة عربية غنائية) صدر عن دار الفارابي عام 2009م.[17]
- (رواد الغناء في الجزيرة العربية: من الشفوية إلى التسجيل) صدر عن المجلة العربية في يناير 2009م.[18]
- (تغني الأرض: أرشيف النهضة وذاكرة الحداثة) صدر عن مؤسسة الانتشار العربي ونادي حائل الأدبي عام 2010م.[19]
- (ما وراء الوجه: سياسات الكتابة وثقافات المقاومة) صدر عن الدار العربية للعلوم ناشرون عام 2010م.[20]
- (بيان حجري: تهيؤات نقدية) صدر عن دار الغاوون عام 2011م.[21]
- (وردة وكابتشينو) رواية. صدرت دار الفارابي عام 2011م.[22]
- (جوانا..ميدان) شعر. [ديوان بالاشتراك مع هاني ثروت] صدر عام دار العين للنشر 2012م.[23]
- (قميص جامعة الدول) قصص. صدر عن دار الربيع العربي عام 2012م.[24]
- (الخروج من المعبد: توليفات في أنثروبولوجيا الغناء العربي) صدر عن دار العين للنشر عام 2013م.[25]
- (سيادة الكلام: في فعالية النقد) صدر عن منشورات ضفاف ومنشورات الاختلاف عام 2013م.[26]
- (علاقة ميتة) صدر عن منشورات ضفاف ومنشورات أحمد الواصل عام 2014م.[27]
- (أيام هدى) رواية. صدرت عام 2015م.[28]
- (الفنون الأدائية والمستقبل: نحو ذاكرة الغناء السعودي المعاصرة) صدر ضمن إصدارات كتاب المجلة العربية عام 2015م.[29]
- (الكلام مع الريح: دراسات في الهوية العصية والحقوق التالفة) صدر عن منشورات ضفاف ومنشورات أحمد الواصل عام 2016م.[30]
- (المحرم الخليجي: خطاب المسكوت عنه في الغناء وأحواله) صدر عام 2017م.[31]
- (الأغنية السياسية في الخليج في تجربة خالد الشيخ: الأغنية، والعروبة، والالتزام) صدر عن دار الفارابي عام 2019م.[32]
- (سيرة الجمرات)- شعر صدر عام 2020م.
- (الغناء البديل) صدر عن المجلة العربية عام 2020م.
- (ما بعد الأغنية) صدر عن دار روايات عام 2021م.[33]
- (يحرثون خطاياهم: كتاب الأناشيد النجدية) صدر عن منشورات الجمل 2021م.
- (سرديولوجيا الجزيرة العربية: البداوة، المرأة والنسب) صدر عن منشورات الجمل 2021م.[34]
- (الأغنية السعودية: حركات التجديد) صدر عن دار جداول 2022م.[35]
- (بشوت النار: مخطوطة العقيلي المفقودة) رواية، منشورات الفنار، القاهرة، 2023.
- (بناتُ طارق: الخِطاب والنِّسْويّة والقَوْميّة)، 2025.[36]
- (سيدة الأيام: المرأة والسلطة والحب – دراسة في الفن والقومية وتشفير الخطاب النسوي).صدر عام 2025م.[37]

## جوائز
- حاصل على جائزة الرياض للشعر عام 2005م.
- حصل عام 2006م على جائزة مؤسسة الصدى الثقافة من الإمارات العربية المتحدة عن روايته (سورة الرياض).[38]
- حصل عام 2012م على جائزة وزارة الثقافة والإعلام عن كتاب (تغني الأرض: أرشيف النهضة وذاكرة الحداثة).[39][40]